# Lista över insjöar i Skellefteå kommun
Detta är en lista över sjöar i Skellefteå kommun baserad på sjöns utloppskoordinat. Listan är av tekniska skäl uppdelad på flera listor. 

## Listor
- Lista över insjöar i Skellefteå kommun (1-1000)
- Lista över insjöar i Skellefteå kommun (1001-)